# لا كروا-أو-بوا

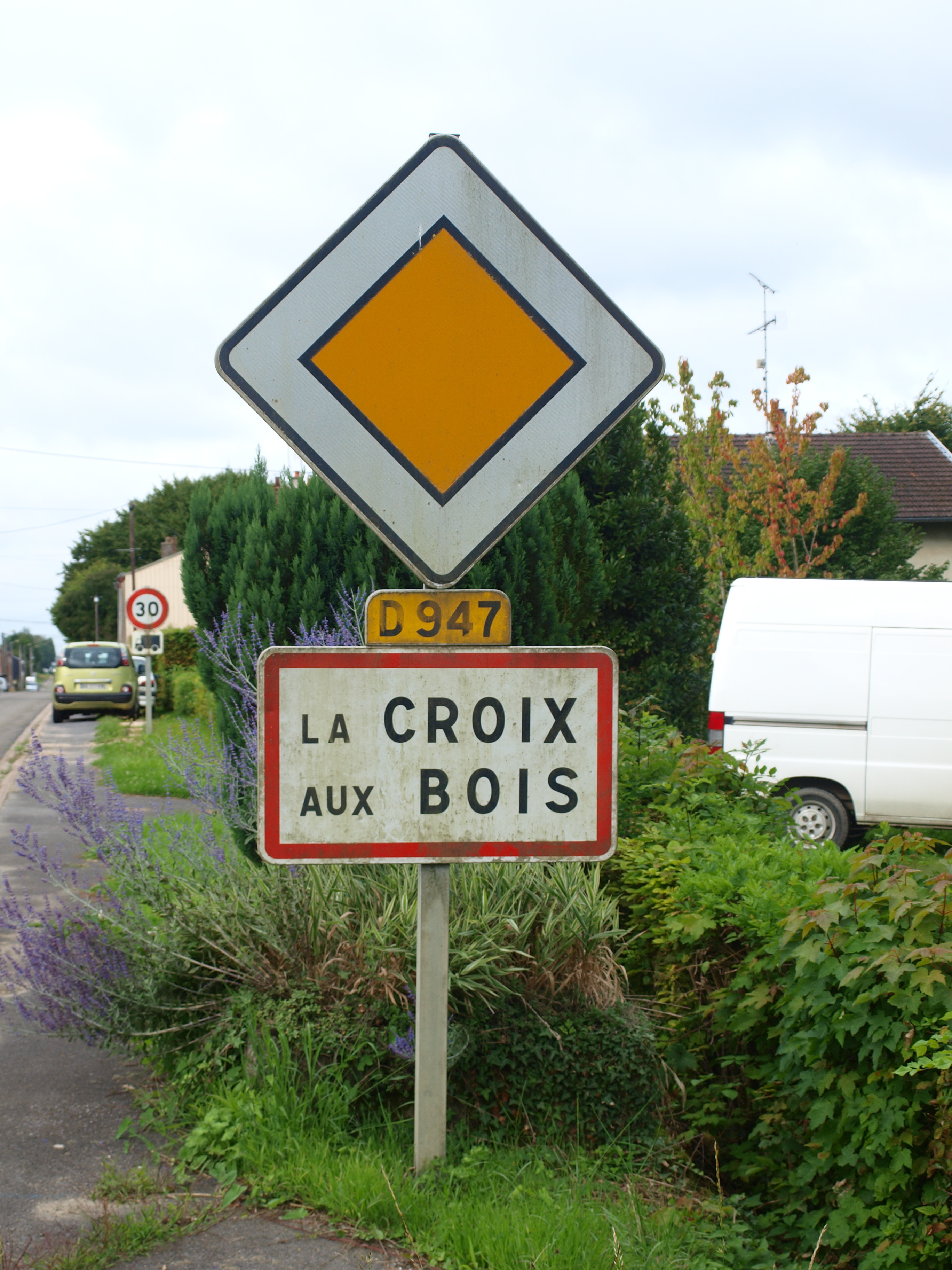
مدخل La Croix-aux-Bois.

لا كروا-أو-بوا
```
هي 
بلدية فرنسية
 تقع في 
إقليم
 
الأردين
 في 
منطقة
 
غراند إيست
.
```

## الأماكن والمعالم الأثرية
- كنيسة الصليب المقدس
- معلم أثري للموتى
- الجلجلة

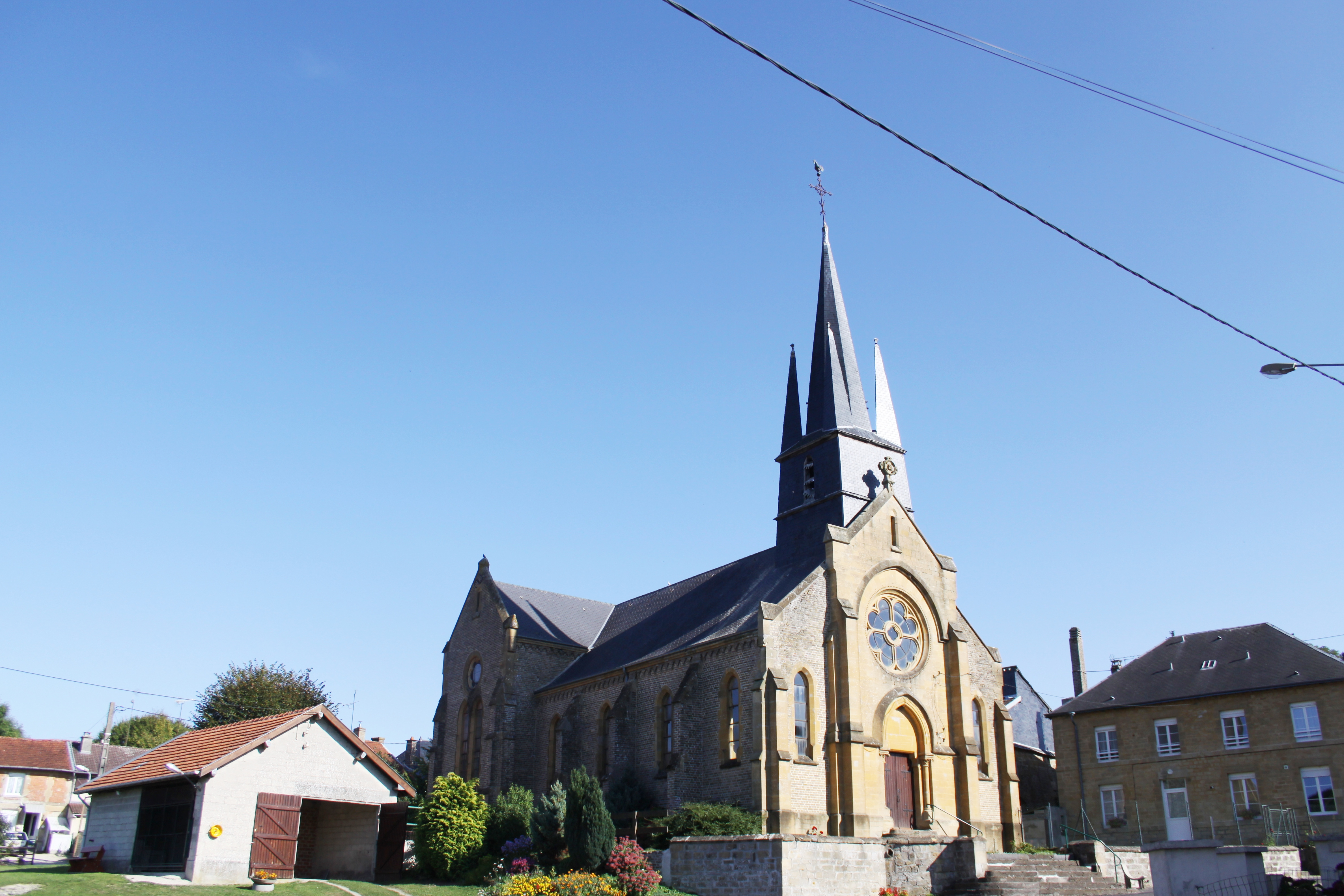
كنيسة الصليب المقدس.
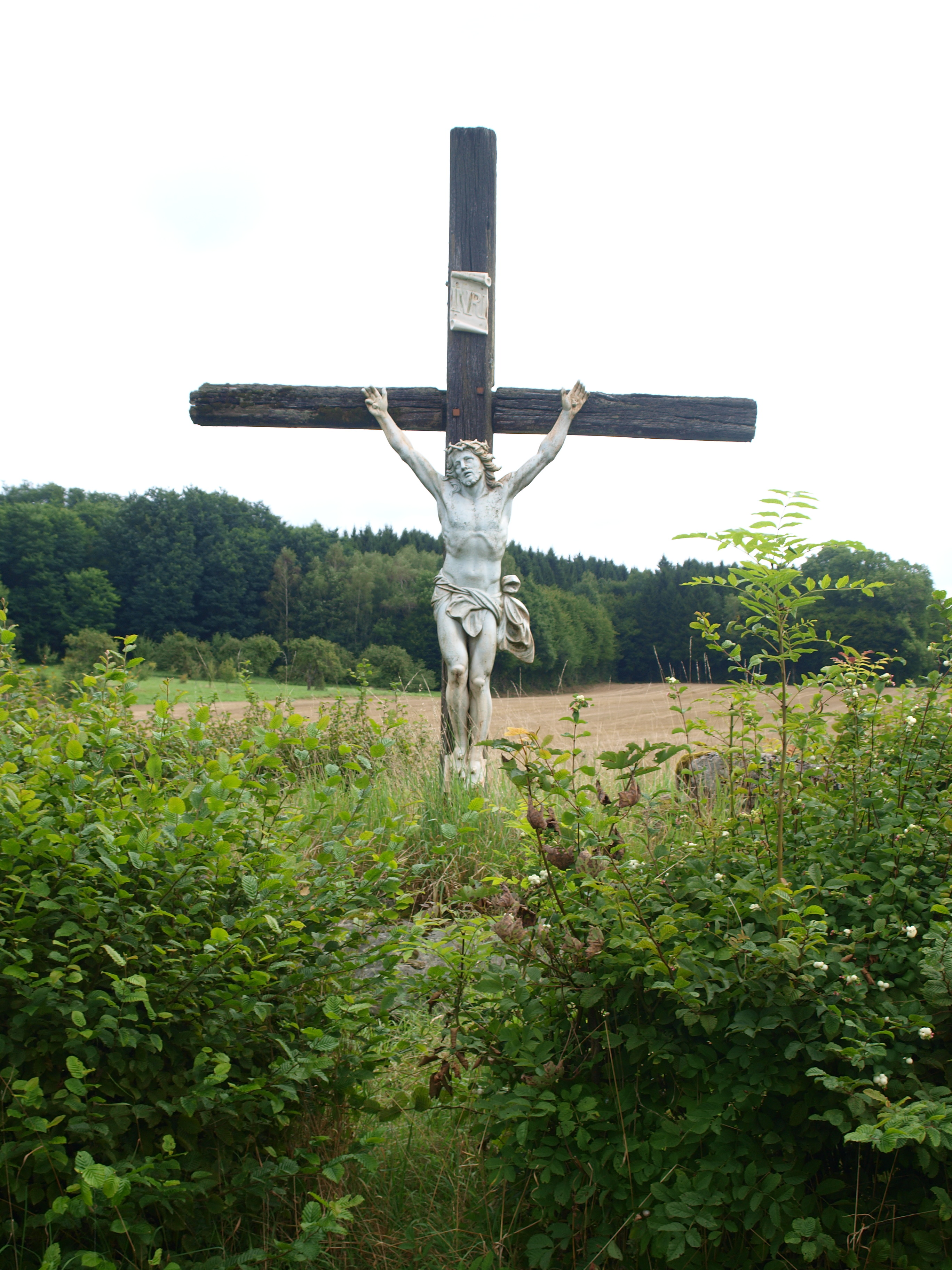
الجلجلة.